# Gare de Steenbecque
La gare de Steenbecque est une gare ferroviaire française de la ligne d'Arras à Dunkerque-Locale, située sur le territoire de la commune de Steenbecque, dans le département du Nord, en région Hauts-de-France.
C'est une halte de la Société nationale des chemins de fer français (SNCF), desservie par des trains TER Hauts-de-France.

## Situation ferroviaire
Établie à 22 mètres d'altitude, la gare de Steenbecque est située au point kilométrique (PK) 257,372 de la ligne d'Arras à Dunkerque-Locale, entre les gares de Thiennes et d'Hazebrouck.

## Histoire
Le tableau du classement par produit des gares du département du Nord pour l'année 1862, réalisé par Eugène de Fourcy, ingénieur en chef du contrôle, place la station de Steenbecque au 45e rang (elle n'est pas classée pour l'ensemble du réseau du Nord) avec un total de 11 210,46 francs. Dans le détail, cela représente : 7 630,05 francs pour un total de 3 683 voyageurs transportés, la recette marchandises étant de 471,01 francs (grande vitesse) et 3 109,40 francs (petite vitesse).

## Service des voyageurs
La halte est desservie par le réseau TER Hauts-de-France, avec un aller-retour quotidien Arras – Hazebrouck, circulant uniquement les jours ouvrés.